# Vitaliia
Vitaliia (справжнє ім'я — Віталія Борисівна Грицак; нар. 2 червня 1999, смт Коропець, Тернопільська область) — українська музикантка, скрипалька, поетеса, авторка та виконавиця власних пісень. Фіналістка телевізійного шоу «Караоке на майдані» (2017). Лауреатка обласних, всеукраїнських та міжнародних конкурсів. Авторка пісні «Чом тобі, вороже, не спиться?» (2022).

## Життєпис
Народилася 2 червня 1999 року в смт Коропці, нині Коропецької громади Чортківського району Тернопільської области України.
Навчалася в Коропецькій мистецькій школі. Закінчила відділ «Оркестрові струнні інструменти» Тернопільського мистецького фахового коледжу імені Соломії Крушельницької, Національну музичну академію України імені Петра Чайковського, а також магістратуру Луганської державної академії культури і мистецтв.
Працювала викладачкою музичного мистецтва приватної школи. 

## Творчість
У 2019 році наживо виступила в студії «Сніданок з 1+1» із власним аранжуванням народної пісні.
Учасниця Молодіжного симфонічного оркестру України (керівниця — диригентка Оксана Линів), у складі якого брала участь у проєкті «Ковчег «Україна»».
Гастролювала в Іспанії зі збірним оркестром (диригент — В. Врубльовський).
У липні 2023 року співачка Jerry Heil заявила про створення лейблу Nova Music та початок продюсерської діяльності. Першою музиканткою Nova стала Vitaliia.
Пише вірші та організовує вечори поезії сучасних молодих поетів у Києві. Організувала більше ніж 20 поетичних конкурсів; переможцям конкурсу видає їхні власні поетичні українськомовні збірки у своєму видавництві «Poetry Project».
Авторка збірки власних поезій «(Не) мало б стати віршем», а також співавторка збірки сценаріїв «Вертеп у кожну хату» (спільно з Тетяною Гудзовською). 

## Музичні відео
| Рік  | Назва пісні                     | Посилання на YouTube |
| ---- | ------------------------------- | -------------------- |
| 2020 | Правда музиканта                |                      |
| 2021 | Час доби                        |                      |
| 2022 | Залишитись такими               |                      |
| 2023 | Такі дорослі                    |                      |
| 2023 | Зірка яскрава в небі тривожному |                      |

## Відзнаки
- стипендія Президента України для молодих письменників і митців (22 грудня 2023)[5],
- премія Кабінету Міністрів України за особливі досягнення молоді у розбудові України (2025)[6],
- I премія Обласного конкурсу виконавців на струнно-смичкових інструментах пам'яті Романа та Ярослава Теленків (2010, м. Тернопіль)[7],
- І місце XV відкритого міжнародного конкурсу музикантів-виконавців та композиторів (2018)[8],
- диплом I ступеня ІІІ Всеукраїнського фестивалю-конкурсу виконавців на оркестрових струнних інструментів ім. Юрія Хілобокова (2018, м. Кропивницький)[9][10],
- I місце Всеукраїнського конкурсу «Харківські асамблеї» (2018, м. Харків)[11],
- переможниця Міжнародного конкурсу імені Тараса Шевченка (отримувала президентську стипендію).